# Kyle Colonna
Kyle Colonna (sinh ngày 2 tháng 8 năm 1999) là một cầu thủ bóng đá chuyên nghiệp người Mỹ thi đấu ở vị trí trung vệ cho câu lạc bộ Hà Nội tại V-League 1.

## Sự nghiệp

### Đội trẻ và đại học
Colonna đã thi đấu bóng đá ở trường trung học Monte Vista trong hai năm, nơi anh được ghi tên vào Đội một EBAL toàn giải và dẫn dắt đội đến chức vô địch khu vực Bờ biển phía Bắc, đồng thời giành danh hiệu cầu thủ xuất sắc nhất Giải vô địch NCS. Colonna cũng đã trải qua hai mùa giải với câu lạc bộ De Anza Force tại học viện phát triển bóng đá Hoa Kỳ.
Năm 2018, Colonna theo học tại Đại học Quốc gia San Diego để chơi bóng đá tại đây. Anh không thi đấu trong mùa giải sinh viên năm nhất nhưng đã có 52 lần ra sân cho Aztecs trong bốn mùa giải, ghi ba bàn và có thêm một pha kiến tạo.
Khi còn học đại học, Colonna cũng thi đấu cho đội San Francisco Glens thuộc USL League Two trong mùa giải 2019 của họ, ghi một bàn thắng duy nhất trong năm trận đấu thường lệ của mùa giải.
Sau khi tốt nghiệp đại học, Colonna đủ điều kiện tham gia MLS SuperDraft 2023, nhưng bị loại.

### Chuyên nghiệp
Sau khi thử việc thành công, Colonna ký hợp đồng chuyên nghiệp đầu tiên với câu lạc bộ New Mexico United của USL Championship vào ngày 14 tháng 3 năm 2023.
Ngày 17 tháng 8 năm 2024, Colonna gia nhập câu lạc bộ Hà Nội tại V-League 1.

## Đời tư
Colonna sinh ra ở Hoa Kỳ, có cha là người Mỹ và mẹ là người Việt gốc Hoa.